# جيمس إل. هالبرين
جيمس إل. هالبرين (بالإنجليزية: James L. Halperin)‏ (31 أكتوبر 1952)؛ روائي أمريكي. درس في جامعة هارفارد.